# Драгу (комуна)
Драгу (рум. Dragu) — комуна у повіті Селаж в Румунії. До складу комуни входять такі села (дані про населення за 2002 рік):
- Адалін (239 осіб)
- Войводень (420 осіб)
- Драгу (767 осіб) — адміністративний центр комуни
- Угруціу (95 осіб)
- Финтинеле (52 особи)

Комуна розташована на відстані 356 км на північний захід від Бухареста, 31 км на південний схід від Залеу, 32 км на північний захід від Клуж-Напоки.

## Населення
За даними перепису населення 2002 року у комуні проживали 1573 особи.
Національний склад населення комуни:
| Національність | Кількість осіб | Відсоток |
| -------------- | -------------- | -------- |
| румуни         | 1205           | 76,6%    |
| цигани         | 359            | 22,8%    |
| угорці         | 9              | 0,6%     |

Рідною мовою назвали:
| Мова      | Кількість осіб | Відсоток |
| --------- | -------------- | -------- |
| румунська | 1293           | 82,2%    |
| циганська | 271            | 17,2%    |
| угорська  | 9              | 0,6%     |

Склад населення комуни за віросповіданням:
| Релігія        | Кількість осіб | Відсоток |
| -------------- | -------------- | -------- |
| православні    | 1411           | 89,7%    |
| п'ятдесятники  | 129            | 8,2%     |
| греко-католики | 8              | 0,5%     |
| реформати      | 7              | 0,4%     |
| баптисти       | 2              | 0,1%     |
| атеїсти        | 1              | 0,1%     |